# Jagaraja
Jagaraja is een bestuurslaag in het regentschap Ogan Ilir van de provincie Zuid-Sumatra, Indonesië. Jagaraja telt 1431 inwoners (volkstelling 2010).